# Eurodance
Eurodance är en form av elektronisk dansmusik som uppstod i slutet av 1980-talet, framförallt i Europa. Genren bygger på element från bland annat New beat, house, hi-NRG och eurodisco. Musiken gjordes mestadels på synthesizers och kännetecknas av en unik basgång, tungt beat, sampling, catchig och oftast upplyftande glad syntslinga i ett tempo mellan 95 och 150 bpm, kvinnlig sång och sektioner av manlig rap. Sång och rap är i centrum på ett sätt som inte förekom i annan dance från samma tid. Sångtexterna är lätta att komma ihåg och att sjunga med i, och handlar oftast om kärlek eller att dansa.
Eurodance är oftast nattklubbsorienterad musik som produceras någonstans i Europa och har ett sound kommersiellt nog att spelas i radiostationer och musik-TV. Ibland blir eurodancelåtar internationella, särskilt om en artist eller grupp lyckas få fram fler än en stor hit.

## Historia
Usenet-arkivet på Google visar att termen Eurodance användes så tidigt som 1989, men på den tiden användes den om all europeisk dansmusik, mestadels dock Europop.
Termen "Eurodance" populariserades genom två olika skivbolags samlingar, Logic Records samling "Good Time - Logic Euro-Dance Compilation" från 1995 och Interhit Records serie samlingsalbum "DMA Dance: Eurodance" från 1995-1997, och nu är termen oftast förknippad med denna musik.
Eurodance hade sin storhetstid åren 1993-1996 och producerades huvudsakligen i Sverige, Nederländerna, Tyskland och Italien. Trots namnet gjordes musik med samma ljudbild även utanför Europa, till exempel i Kanada, USA och Brasilien. Det fanns flera hundra olika artister och grupper som framförde Eurodance och totalt gjordes över 5000 låtar under 1990-talet. Musiken skapades av producenter och kompositörer snarare än av artisterna vilka ”hyrdes in” för att framföra musiken, inte sällan blev dessa artister så kallade one-hit wonders. Detta gjorde att grupperna ofta bara gjorde några skivor innan de splittrades eller medlemmarna byttes ut. Ofta stod samma producenter bakom flera olika grupper och artister. Några stora producenter och kompositörer vilka alla stod bakom flera grupper var Alex Breitung, David Brandes, Roberto Zanetti (Robyx), Gianfranco Bortolotti och Torsten Fenslau. Från slutet av 1990-talet sjönk intresset för den klassiska Eurodancen.

## Vidare utveckling
I slutet av 1990-talet utvecklades eurosoundet i tre riktningar kallade bubblegumdance, eurotrance och italodance. Dessa genrer var populära några år in på 2000-talet men därefter försvann eurosoundet till stor del inom dance, fram till ca år 2010 var är främst housemusik som spelas. Åren runt 2010 har soundet till viss del åter tagits upp i främst amerikansk musik där elektro och euro blandats till exempel Rihannas Only girl in the world och S&M, Lady Gagas Bad romance och Pitbulls Hey Baby.

## Kända artister och grupper inom Eurodance
Den erkända Eurodanceljudbilden innefattas av de 3 kombinationsstilarna: 1.RnB-stil (95-110 bpm), 2.House-stil (118-130 bpm), 3.Eurodance-stil (135-145 bpm). Artisterna som nämns i listan åtföljs av siffran bredvid ovan nämnda kombinationsstil för att ge förslag på inom vilket specifikt tempo (bpm) de här artisterna främst bidragit till den generella ljudbilden:
- 2 Brothers on the 4th Floor 3
- 2 Unlimited 3
- Alice DeeJay 2
- Basic Element 3
- Basshunter 3
- Blümchen 3
- Cappella 3
- Captain Hollywood Project 2
- Cascada 3
- Cool James and Black Teacher 2
- Corona 2
- Culture Beat 3
- Daddy DJ 2
- DJ Bobo 1,3
- Dr. Alban 2
- Dr. Bombay
- Dolly Style 3
- E-Rotic 3
- E-Type 3
- Eiffel 65 1
- Flexx 2
- Fun Factory 1,3
- Haddaway 2
- Ice Mc 3
- La Bouche 3
- La Cream
- Leila K 3
- Look Twice 3
- Magic Affair 3
- Masterboy 3
- Maxx 3
- MC Erik and Barbara
- Melodie MC 3
- Mr President 3
- Pandora 3
- Pharao
- Real McCoy 2
- Sash! 2
- Snap! 1, 2, 3
- Solid Base
- Technotronic
- Tess
- T-spoon 3
- Twenty 4 Seven 3
- U 96 2
- Vengaboys 1, 3
- West Inc. 3
- Whigfield 2